# Ruta Provincial 20 (Santa Fe)
La Ruta Provincial 20 es una carretera de 110 km de jurisdicción provincial, ubicada en el centro-sur de la Provincia de Santa Fe, Argentina. 
Conecta el departamento Belgrano con el departamento Castellanos.
Su inicio está en la intersección de la Ruta Nacional 9.
Lamentablemente, su traza se encuentra en muy mal estado, dificultando las comunicaciones y el tránsito.

## Actividad paranormal
Como en algunas rutas, el cruce de esta ruta con la Ruta Nacional 9, se han sucedido hechos muy extraños durante la noche sin explicación alguna.

## Localidades
Las ciudades y pueblos por los que pasa esta ruta de este a oeste son las siguientes (los pueblos con menos de 5000 habitantes figuran en itálica).
- Departamento Belgrano: Montes de Oca, Bouquet
- Departamento Castellanos: Esmeralda, Zenón Pereyra, Colonia Cello, Santa Clara de Saguier,
- Departamento San Martín: María Susana, Piamonte, Landeta, Las Petacas, Colonia Castelar